# 테네시 대학교
테네시 대학교(University of Tennessee)는 미국 테네시주 녹스빌에 있는 주립 대학교다. 약칭은 "UT"이며, 1794년 9월 10일 개교하였다. 모토는 라틴어로 "Veritatem cognoscetis et veritas te liberabit (영어: You will know the truth and the truth shall set you free)"로 "너희가 진리를 알지니, 진리가 너희를 자유케 하리라"라는 뜻이다.

## 저명한 동문
1986년 노벨 경제학상을 수상한 제임스 뷰캐넌(James M Buchanan)이 있다.

## 같이 보기
- 테네시 주립 대학교